# 高橋博行
高橋 博行（たかはし ひろゆき、1956年 - 2020年11月9日 ）は、日本の元ラグビー選手。復興・チーム再建支援組織「スクラム釜石」の事務局長であった。
秋田県出身。現役時代のポジションはフランカー(FL)。

## 略歴
秋田工業高専卒業後、新日本製鐵に入社し、新日鉄釜石ラグビー部に加わり、新日鉄釜石の日本選手権7連覇を支えた。1988年、現役を引退した。
2011年、東日本大震災で甚大な被害をうけた釜石市の復興のために、NPO法人スクラム釜石が発足し、その事務局長になる。
2012年9月23日に行われた新日鐵釜石OB　vs　神戸製鋼OB「V7戦士チャリティマッチ」に出場した。
2020年11月9日逝去。